# خراطة (تشغيل المعادن)
المخرطة (الجمع: مَخَارِط) هي إحدى أنواع الآلات التي تستخدم في شغل وتصنيع المعادن عن طريق دوران المشغولات المراد تشكيلها وإعطائها الشكل المرغوب. والعامل بها يُسَمَّى الخَرَّاط، أما المهنة ذاتُها فهي الخِراطَة. 
تتم عملية التشكيل عن طريق إزالة الجزاز (الرايش) وهو جزء من المعدن عن طريق أقلام القطع المختلفة وذلك بدوران المشغولة حول محور مع تحرك قلم القطع بحركة خطية، غالباً ماتكون موازية أو معامدة لمحور دوران المشغولة.
تعدّ المخرطة من أهم آلات التشغيل لأنها تستخدم في إنتاج الأجزاء الأسطوانية كما تستخدم في إنتاج السطوح الدورانية مثل: المسامير والأعمدة الأسطوانية والجلب والأقراص والأجزاء المخروطية، كما استخدمت قديمًا في قطع الأخشاب.
و للمخرطة أنواع كثيرة نذكر منها: مخرطة الذنبة (المخرطة العامة)، ومخارط الأسطوانات، ومخارط الإنتاج الغزير(مثل المخارط البرجية المختلفة والمخارط الأتوماتيك)، ومخارط تعمل بنظام الحاسب الآلى (بالإنجليزية: computer numerical control) أو اختصارا CNC).
وتنتقل الحركة إلى الظرف في المخرطة حسب الترتيب الآتي: من المحرك الكهربائي، إلى علبة السرعة عن طريق بكرات وسيور، إلى عمود الدوران، إلى الظرف.

## آلة الخراطة

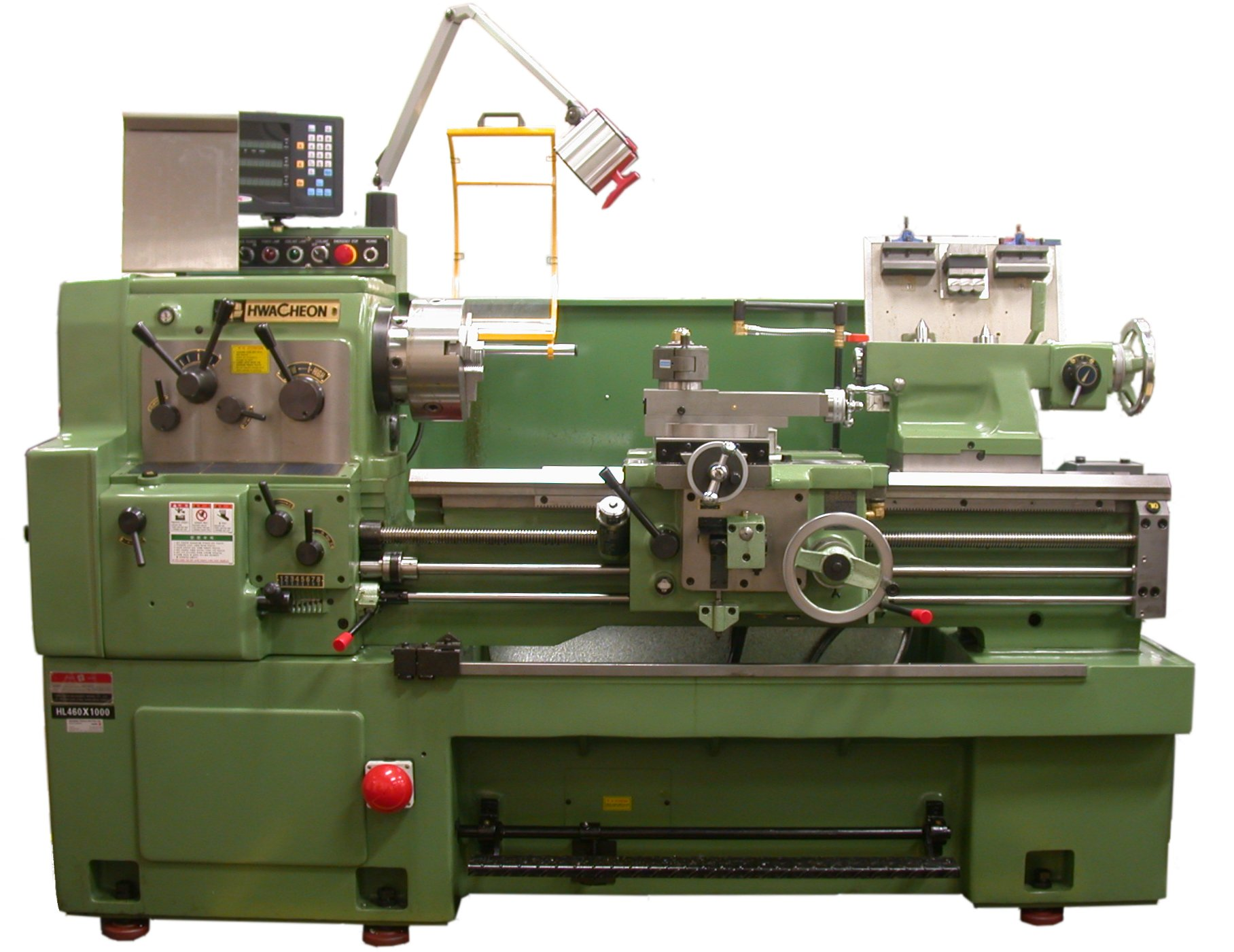
المخرطة هي آلة خراطة.

تحتوي المخرطة على أجزاء رئيسة كما في الصورة المجاورة، وتحتوي الآلة على سرعات متعددة لدوران الفك الممسك للمشغولة، وقد تحتوي على أبراج متعددة تحمل قلم القطع لتسهيل العمل وتقليل وقت الإنتاج.

## قلم الخراطة
تعد أقلام الخراطة من المعدات الضرورية في عملية الخراطة، وتصنع بأنواع عدة اعتمادًا على نوع المعدن المراد تشغيله. وقد يتبادر إلى ذهن البعض أن هنالك أقلامًا جيدة وأخرى سيئة، ولكن بالمنطق، لماذا يُنتج المصنع قلمًا سيئًا إذا كان يأخذ الثمن الذي يريده؟ في الحقيقة، إن جميع الأقلام جيدة، ولكن لكل منها ظروف تشغيل معينة إذا عومل القلم بطريقة جيدة فانة سيقدم عملًا متميزًا.
زوايا القلم: تعد من الأمور المهمة عند التصميم، وتحدد هي ومادة القلم نوع المادة التي يستطيع القلم تشغيلها.

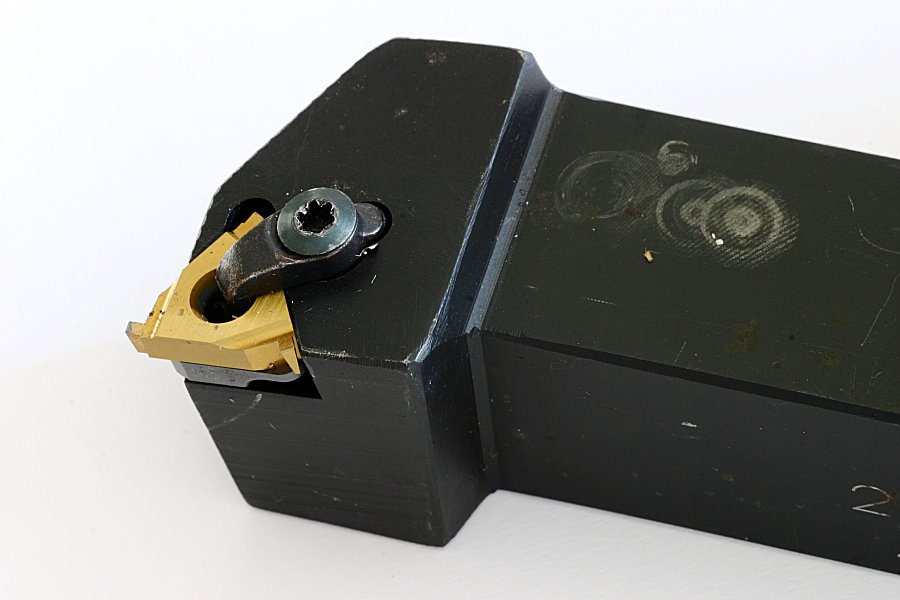
قلم خراطة هو جسم القلم الحامل للقمة كربيدية ثلاثية الحواف وسهلة التركيب
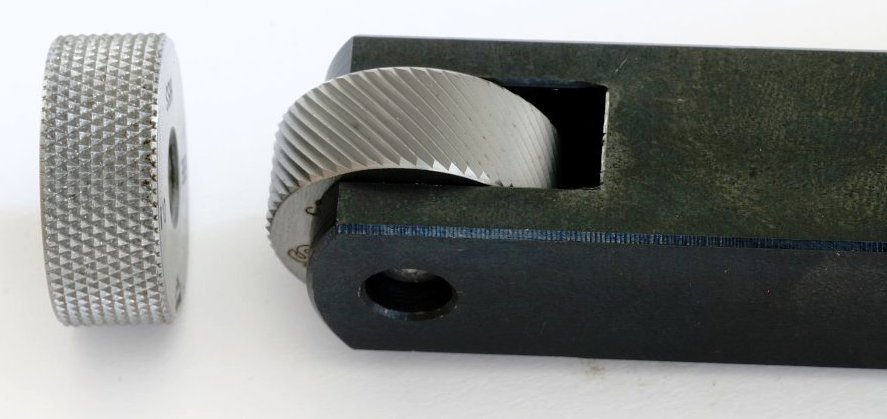
قلم الترترة
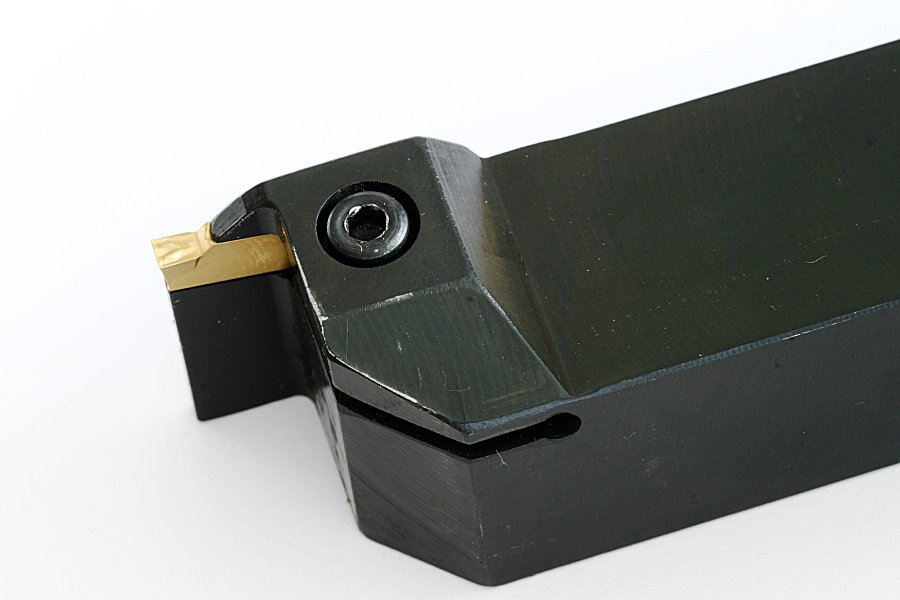
قلم خراطة ذو لقمة كربيدية
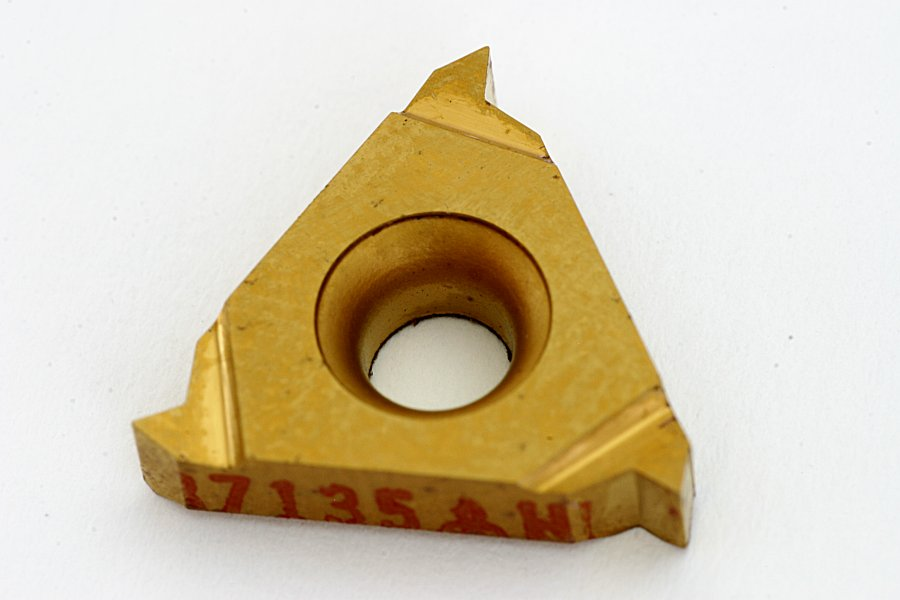
أحد أشكال اللقم الكربيدية

## عمليات الخراطة الأساسية
هنالك العديد من العمليات التي يمكن عملها على المخرطة، من أهمها العمليات الأساسية التي تستخدم غالبًا لإنتاج المنتجات المعقدة والبسيطة.
1. الخراطة الطولية الخارجية.
2. الخراطة الطولية الداخلية.
3. الخراطة الوجهية.
4. خراطة اللوالب.
5. الثقب.
6. القطع.
7. الخصر (تصغير قطر المشغولة)
8. الخراطة المتدرجة

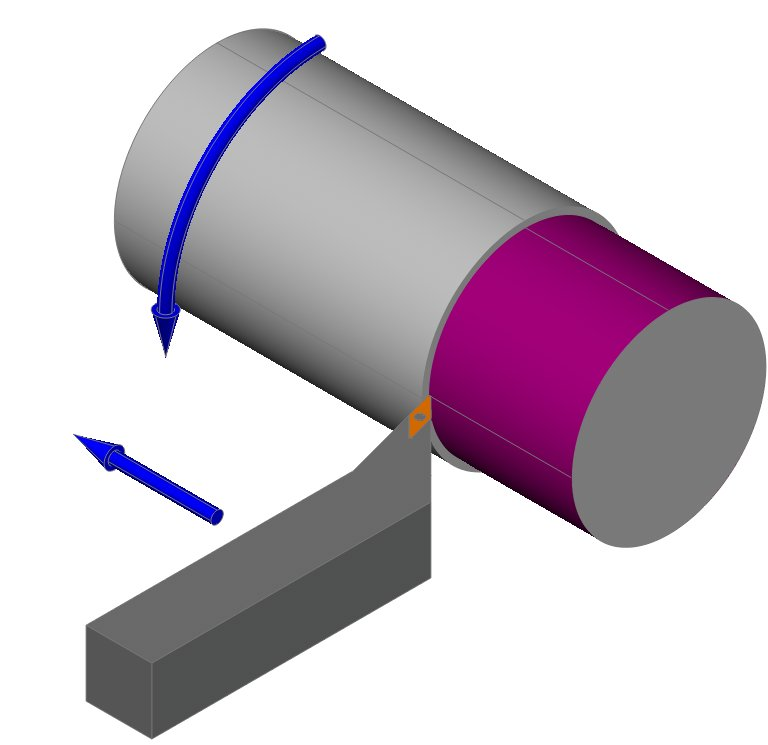
خراطة طولية خارجية
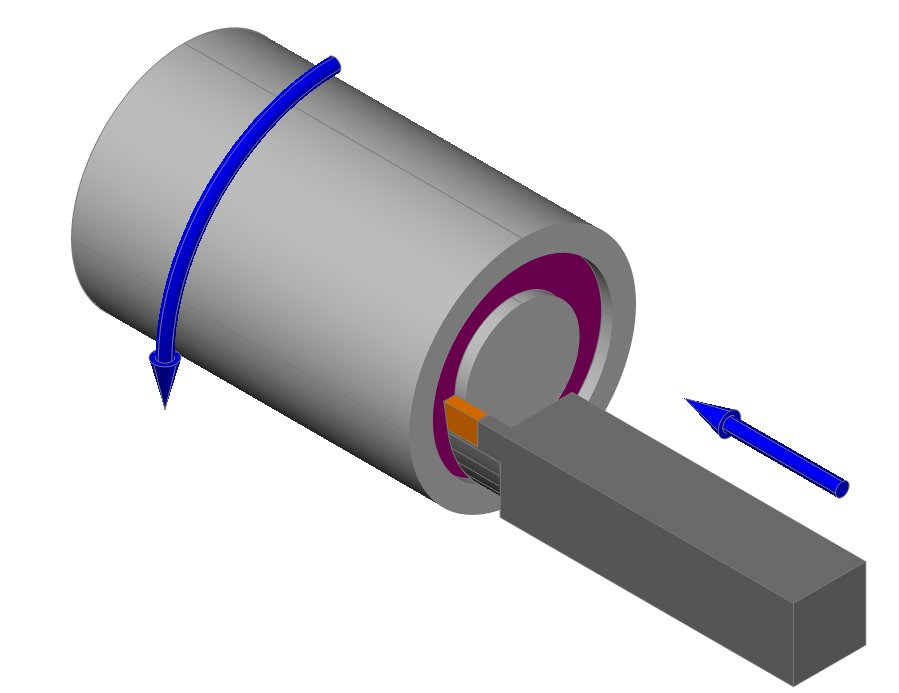
خراطة الطولية الداخلية
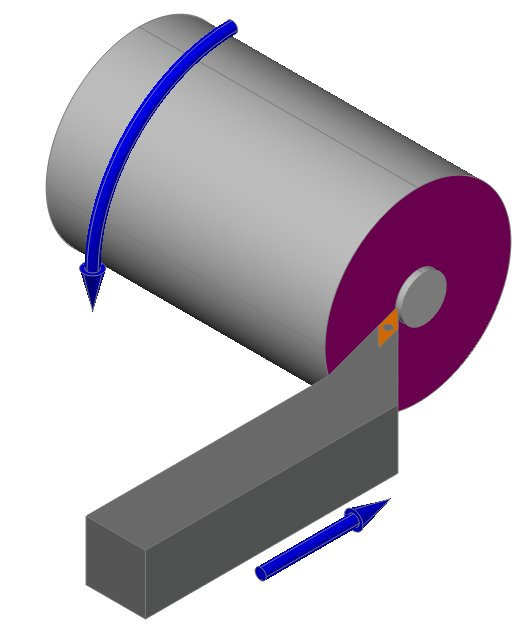
خراطة وجهية
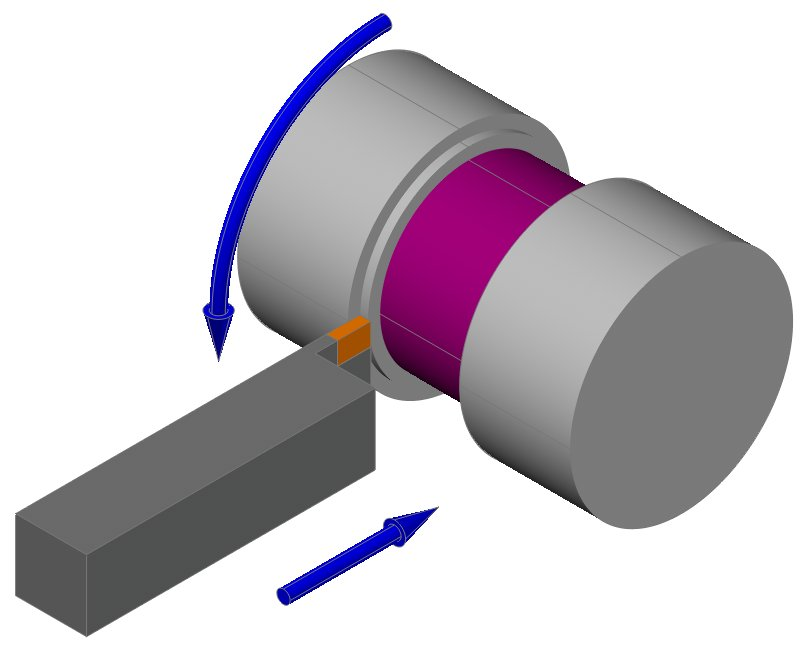
خصر